# Spongilit
Spongilit je češtině vžitý termín pro jemnozrnný křemičito-vápenatý slínovec – jeden z druhů opuky, tedy hlubokomořskou usazenou horninu, pocházející povětšinou ze svrchní křídy. V křídových vrstvách Českého masívu vytváří spongility mocná souvrství.

## Charakteristika
Podle svého charakteristického složení dostal spongilit svůj název – je tvořen kromě jílovitých a prachovitých částic s vysokým obsahem vápníku též hojnými zbytky křemitých živočišných hub (kmen Porifera, třída Hexactinellida) – tříosých jehlic mikroskopických rozměrů, tvořících za života hub oporu jejich těl. Složení spongilitů z různých míst a vrstev, resp. opuk obecně, není stejnorodé – je to právě množství jehlic, které určuje jejich pevnost a trvanlivost.

## Vzhled a výskyt
Samotný spongilit je lehká, pórovitá hornina, většinou bílé barvy, event. zabarvená příměsí železa či manganu do žluta, okrova, nebo do hněda. Hojně je zastoupen v křídě Českého masívu, kde vytváří mocná souvrství.

## Použití
Spongilit se využívá jako jako stavební a dekorační kámen a také v zahradnictví.